# 米爾格拉本河 (奧巴赫河支流)
50°3′39.75″N 9°24′46.98″E / 50.0610417°N 9.4130500°E

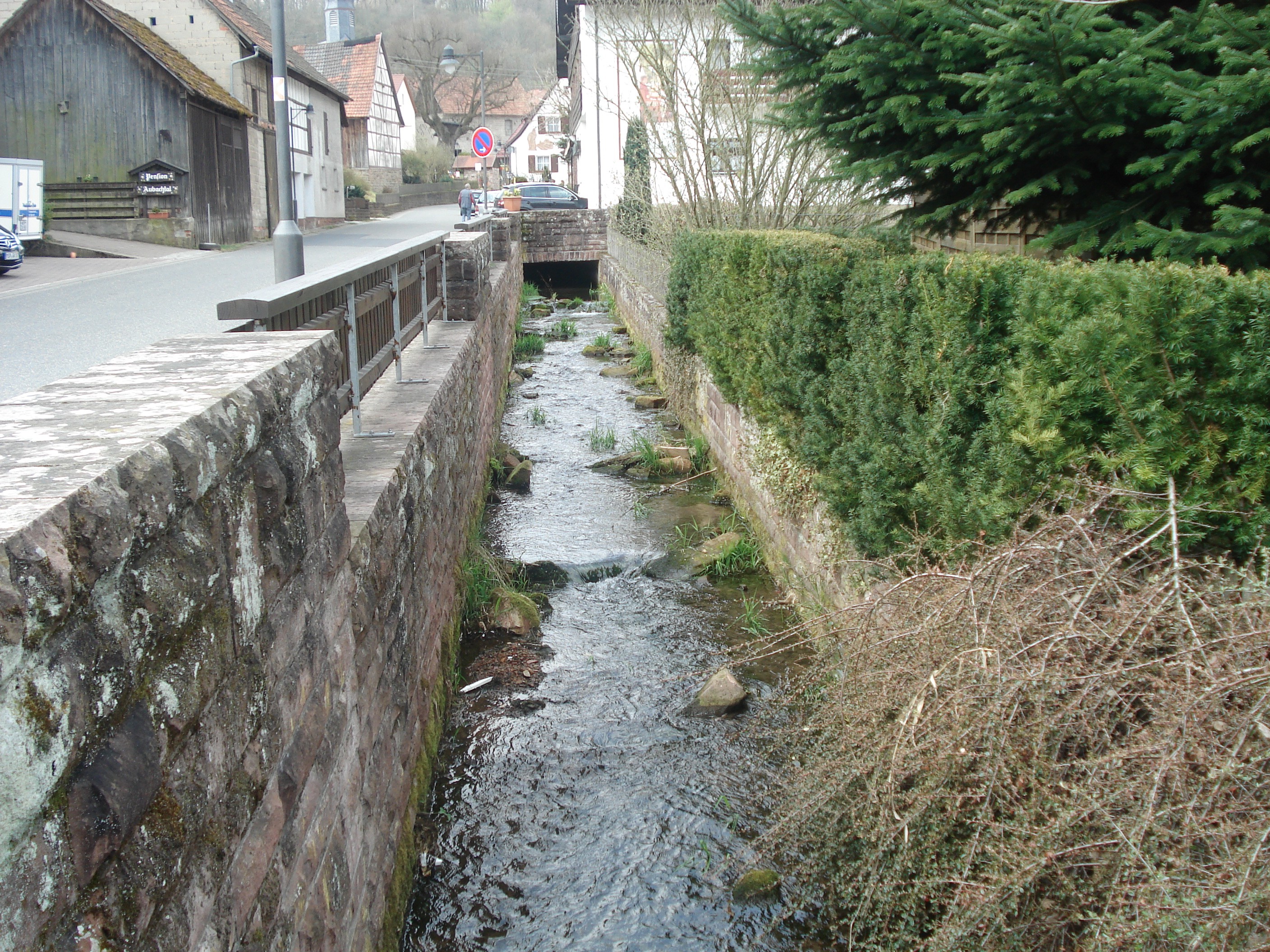
米爾格拉本河（奧巴赫河支流）

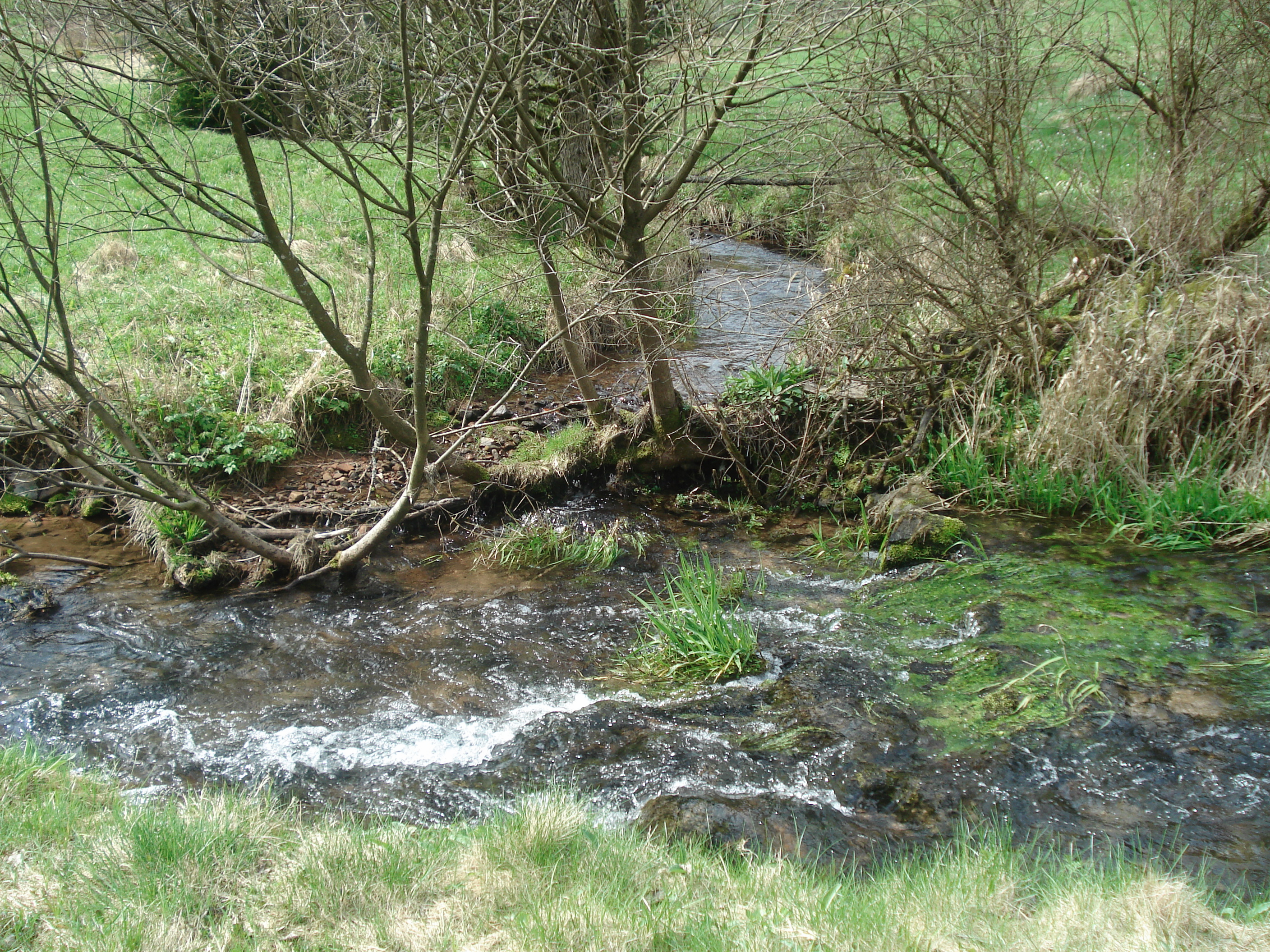
米爾格拉本河（奧巴赫河支流）

米爾格拉本河（德語：Mühlgraben），是德國的河流，位於該國東南部，由巴伐利亞負責管轄，屬於奧巴赫河的右支流，河道全長0.9公里，流域面積6平方公里。